# Крекінг-установка у Вілтоні
Крекінг-установка у Вілтоні — складова частина нафтохімічного майданчику, розташованого на східному узбережжі Англії поблизу Мідлсбро.
Перша піролізна установка почала роботу на майданчику у Вілтоні в 1951 році. Після того, як в 1966-му та 1968-му стали до ладу четверта та п'ята установки, потужність із випуску етилену досягла тут 780 тисяч тонн на рік. Усі п'ять перших піролізних виробництв вивели з експлуатації до середини 1980-х, при цьому з 1979-го у Вілтоні працювала нова установка, котра перевершила всі попередні за потужністю — станом на другу половину 2000-х тут могли продукувати 865 тисяч тонн етилену. Піролізу піддавали переважно газовий бензин, а також бутан (10 %) та пропан (20 %). Використання доволі важкої сировини давало можливість, окрім названого вище олефіна, випускати пропілен (400 тисяч тонн) та бутадієн (100 тисяч тонн).
Етилен споживався для полімеризації (станом на 2019 рік потужність майданчика становила 400 тисяч тонн поліетилену низького тиску, проте такий показник став результатом значних інвестицій після викупу вілтонського майданчика саудійською компанією SABIC – до того на початку 2000-х тут закрили лінію потужністю 100 тисяч тонн), а також випуску оксиду етилену та етиленгліколю (на момент закриття цього напрямку в 2010-му у Вілтоні могли продукувати 320 та 275 тисяч тонн зазначених продуктів відповідно).
Частину етилену з 1967-го спрямовують по трубопроводу Trans-Pennine на розташовані на західному узбережжі в районі Манчестера майданчики з виробництва вінілхлориду. Оскільки частина введеної в 1979-му шостої крекінг-установки належала компанії BP (сам майданчик у Вілтоні створила компанія ICI), її первісно транспортували на північ у Шотландію по етиленопроводу Вілтон – Гренджмут. Втім, вже з 1985-го він був переведений у реверсний режим для подальшої подачі на вхідну точку Trans-Pennine.
Пропілен спрямовували на лінії полімеризації загальною потужністю 212 тисяч тонн на рік, котрі, однак, закрили у 2001-му.
Поява внаслідок «сланцевої революції» у США доступних для світового ринку великих об’ємів етану призвела до організації його трансатлантичних поставок на цілий ряд підприємств (наприклад, до британського Гренджмуту, норвезького Рафнеса та шведського Стенунгсунда). SABIC також вирішила покращити економіку вілтонського піролізного виробництва, надавши йому можливість споживати етан (на додачу до попередніх видів сировини). Спеціально для перевезення газу з Х'юстона були законтрактовані на 15 років два новозбудованих етановози GasChem Beluga та GasChem Orca. У квітні 2017-го перший з них прибув до Тіссайду (порт, через який обслуговується установка у Вілтоні) для хрещення.
Також варто відзначити, що для зберігання етилену та бутану в Вілтоні створене підземне сховище, а на протилежному березі річки Тіс розташоване належне SABIC підземне сховище у Салтхолмі, де можливе зберігання етилену, пропілену, газового бензину та пропану.

## Див.також
- Судна для транспортування етилену та етану